# Santa Costanza
Santa Costanza är ett antikt romerskt mausoleum för Konstantin den stores äldsta dotter Constantina, även kallad Constantia, vilket på 1200-talet omvandlades till kyrkobyggnad. Kyrkan är belägen vid Via Nomentana i distriktet Trieste i nordöstra Rom och tillhör församlingen Sant'Agnese fuori le Mura. Santa Costanza ingår i Complesso monumentale di Sant'Agnese fuori le Mura.

## Beskrivning

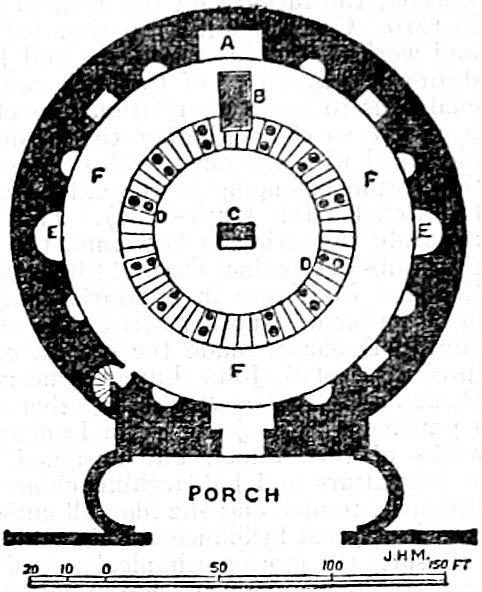
Kyrkans grundplan.

Santa Costanza är en rundbyggnad med kupol och ambulatorium med absider och nischer. Kupolen, som har en diameter på cirka 22,5 meter, bärs upp av tolv kopplade granitkolonner med korintiska marmorkapitäl. Kupoltrummans fönster ger interiören ljus. Ambulatoriets valv är täckta med mycket välbevarade romerska mosaiker från 300-talet. Mosaikerna uppvisar en skiftande motivvärld: geometriska former, vinskördsscener, trädgrenar med frukter, amforor, exotiska fåglar med mera.
I absiden (A) mittemot ingången finns en kopia av den sarkofag i porfyr, i vilken Constantinas kropp ursprungligen låg. Sarkofagen är dekorerad med keruber, påfåglar och akantusornament. I absiden till höger (E) finns en 400-talsmosaik som framställer Kristus som ger nycklarna till Petrus. De omges av festonger och färgrika frukter. Även i absiden till vänster (C) finns en mosaik från 400-talet. Kristus står på en kulle från vilken frälsningens vatten flödar; fyra lamm söker sig till vattnets källa. På ömse sidor om Kristus står Paulus och Petrus. Den sistnämnde håller i en bokrulle med orden DOMINVS PACEM DAT, ”Herren ger fred”. Mosaiken omramas av fruktgirlanger.

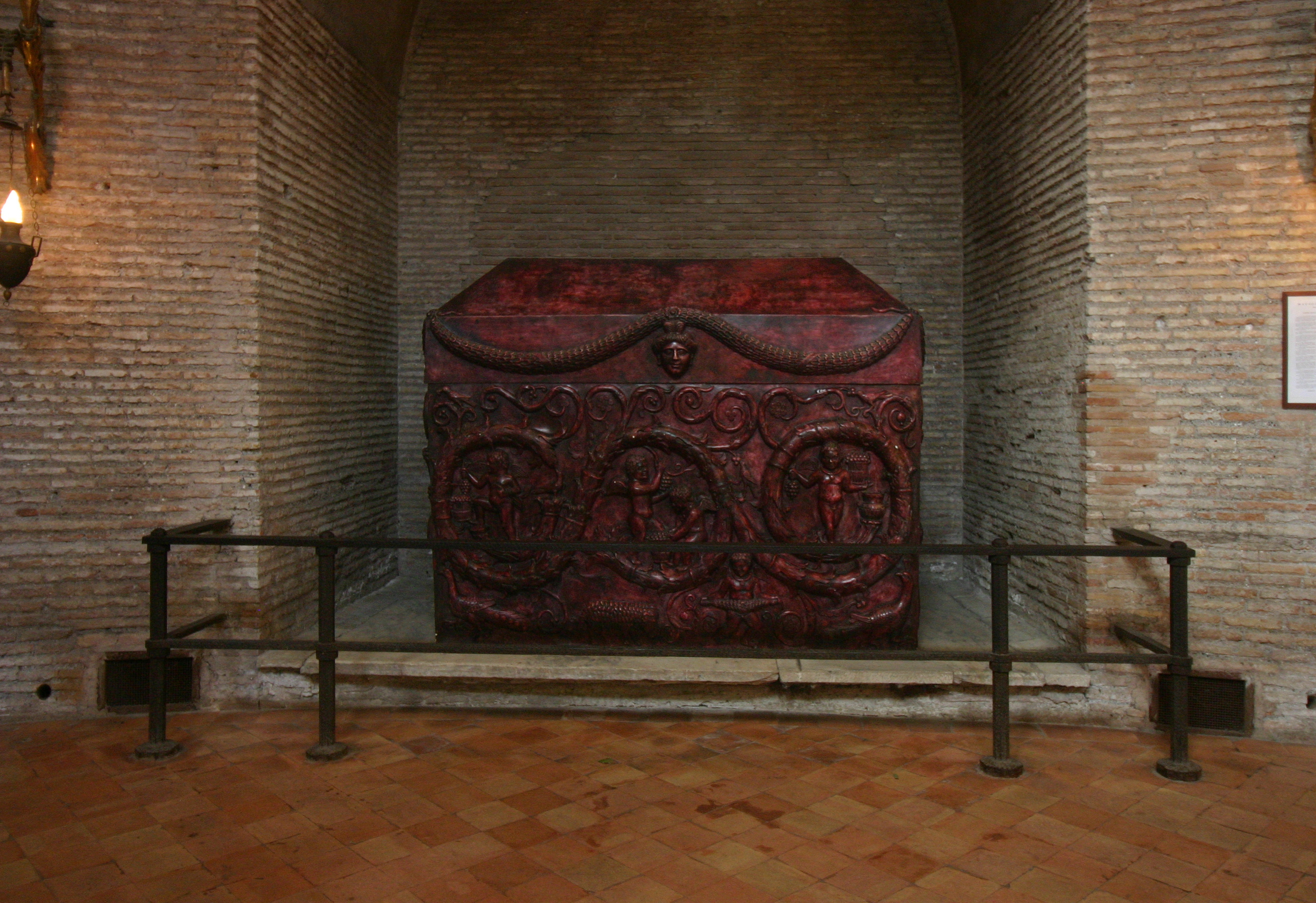
Kopia av Constantinas porfyrsarkofag.
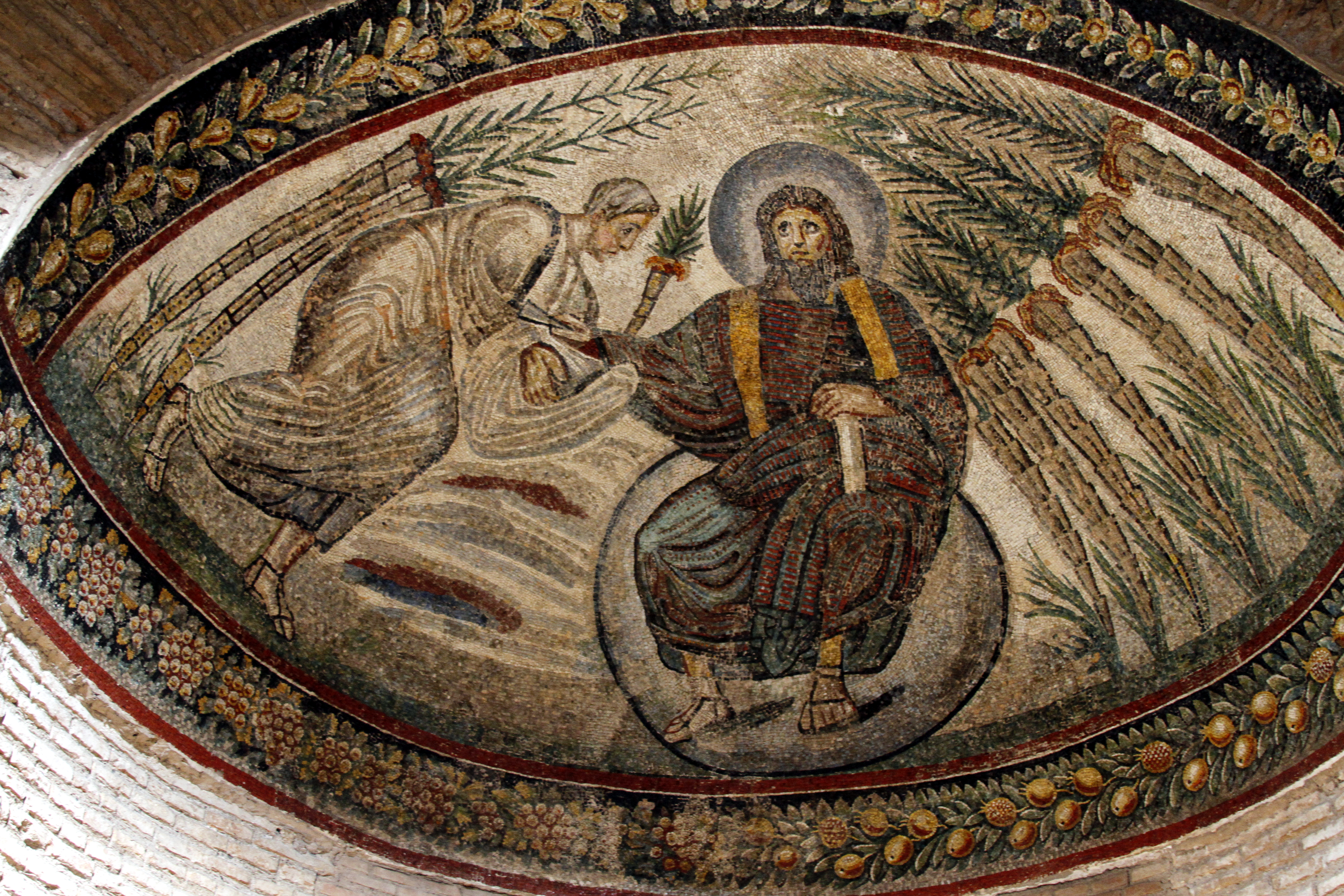
Kristus i majestät med Petrus.
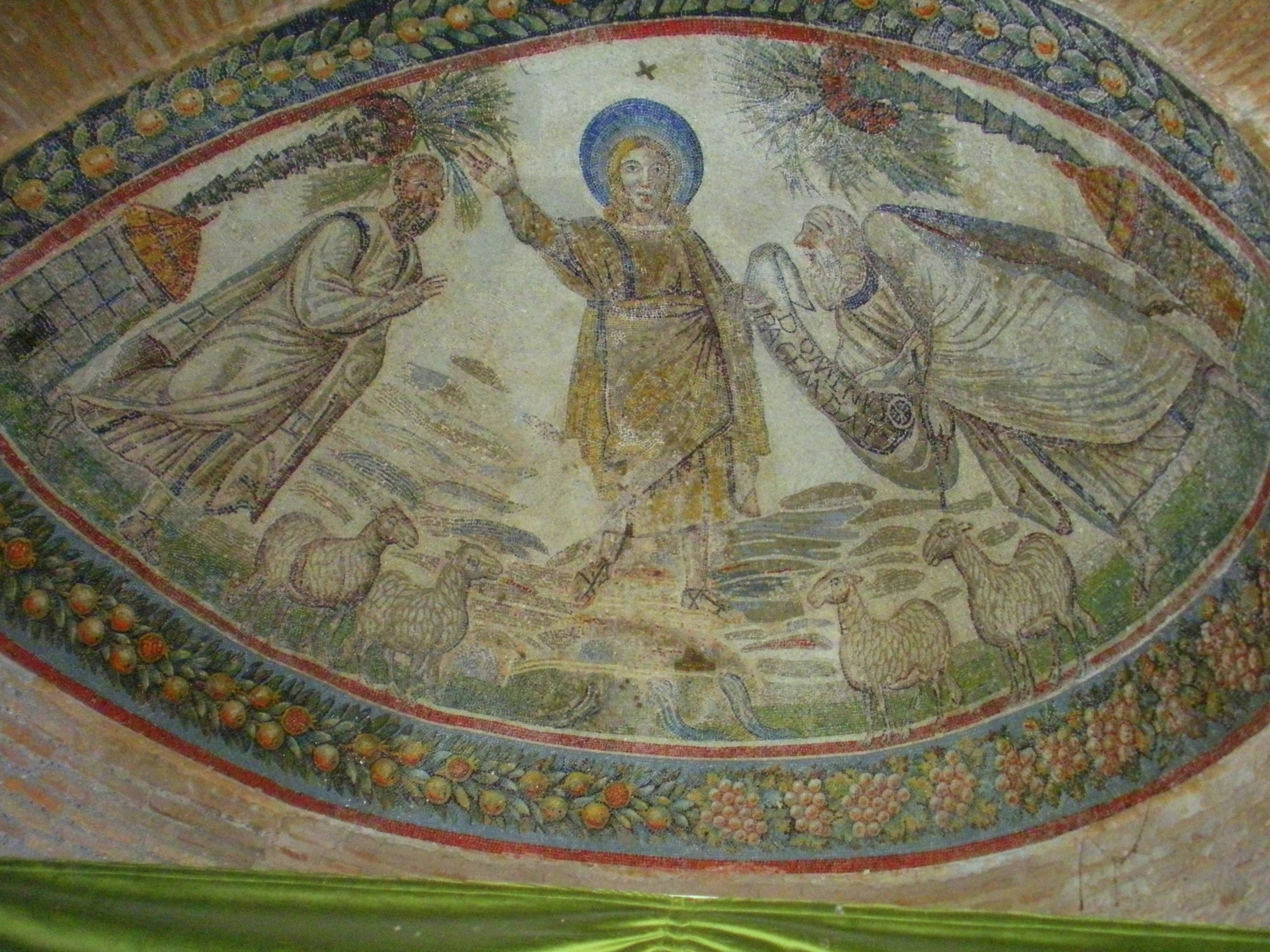
Kristus med Paulus och Petrus.